# Sicherheits Abteilung
Questa formazione autonoma della RSI denominata con la dicitura tedesca di Sicherheitsabteilung (reparto per la sicurezza), era un'unità di polizia costituita da fascisti alle dirette dipendenze del Comando Tedesco nel nord Italia (162ª Divisione) e attiva nei territori dell'Oltrepò Pavese.

## Storia

### La nascita del reparto: la "Sicherheitskompanie"

Il tenente colonnello Guido Alberto Alfieri fondatore della "Sicherheitskompanie"

L'unità, inquadrata come "Secondo Battaglione Italiano di Polizia", fu formata presumibilmente verso la fine dell'autunno 1943 dal colonnello dell'aviazione Guido Alberto Alfieri a Casteggio che forte del suo carisma era subito stato affiancato da dodici camerati locali La sede fu fissata a Voghera presso il comando tedesco. La particolarità di questa polizia autonoma è che essa, a differenza di molte altre presenti nel nord Italia, dipende dall'esercito tedesco e i suoi membri sono soldati del Terzo Reich. Il 5 dicembre 1943 Alfieri guida i propri uomini al fianco del 115º battaglione "M" Montebello della GNR impegnata in azione di rastrellamento degli sbandati in montagna tra cui vi erano alcuni prigionieri di guerra inglesi fuggiti dai campi di prigionia.
Il 15 gennaio 1944, in qualità di "delegato del Comando germanico", Alfieri guida un battaglione misto di formazione e con aggregato un reparto tedesco, dà senza esito la caccia a un gruppo di partigiani insediatisi nell'area montana dell'Oltrepò. L'operazione si concluse con un nulla di fatto, però furono raccolte importanti informazioni circa la formazione partigiana operante in zona guidata da un ex prigioniero di guerra greco che fu poi conosciuta come la "banda del Greco". Un altro rastrellamento in Val di Nizza portò alla cattura del giovane partigiano Piero Galliano che per evitare conseguenze preferì aderire alla RSI, ma la relativa tranquillità della zona fece sì che il reparto di Alfieri si dedicasse principalmente all'attività di indagine e l'arresto di un membro del locale Comitato di Liberazione Nazionale portò in breve allo smantellamento dell'intera organizzazione cittadina. Ferruccio Parri, uno dei capi di maggior prestigio, fu costretto ad abbandonare Voghera.
Grazie all'evidente prestigio acquisito presso i tedeschi la "Sicherheitskompanie", come era definita, forte ormai di una quarantina di volontari, si staccò dal Comando tedesco. rendendosi autonoma almeno come uffici che furono trasferiti prima nella Casa del Fascio di via Gola, poi in via Scarabelli.
Il 2 giugno 1944 la banda partigiana del "Greco" aveva occupato una prima volta Romagnese dove i suoi uomini avevano distrutto l'anagrafe comunale per la leva e ucciso il giovane figlio del podestà. Una seconda volta il 16 giugno per catturare il messo comunale, noto fascista, che però non era in città. L'azione prosegue a Zavattarello dove, espugnata la casermetta della GNR, passano per le armi i difensori. Si salvano solo due militi che erano fuori di pattuglia. L'azione partigiana scatena un rastrellamento della "Sicherheitskompanie" il 19 giugno che non sortisce effetto, quindi Alfieri decide di rioccupare il castello di Pietragavina che la sera precedente era stato occupato dai partigiani di un'altra banda guidata dall'ex alpino "Capitan Giovanni". Nella notte del 23 giugno del 1944 un gruppo di militi della Sicherheit, rifugiatisi in una casa a Pietragavina di Varzi, sentirono un veicolo avvicinarsi e, temendo si trattasse di partigiani, aprirono il fuoco ma all'interno c'era il Colonnello Alfieri che, colpito, morì in ospedale dopo 5 giorni.
Con la morte di Alfieri molti dei membri del nucleo iniziale abbandonarono il reparto convinti che senza il suo carisma si sarebbe sciolto. Buona parte aderì alla XIV Brigata Nera "Alberto Alfieri" di Pavia.

### Il passaggio di consegne: la "Sicherheitskompanie" si sposta a Varzi

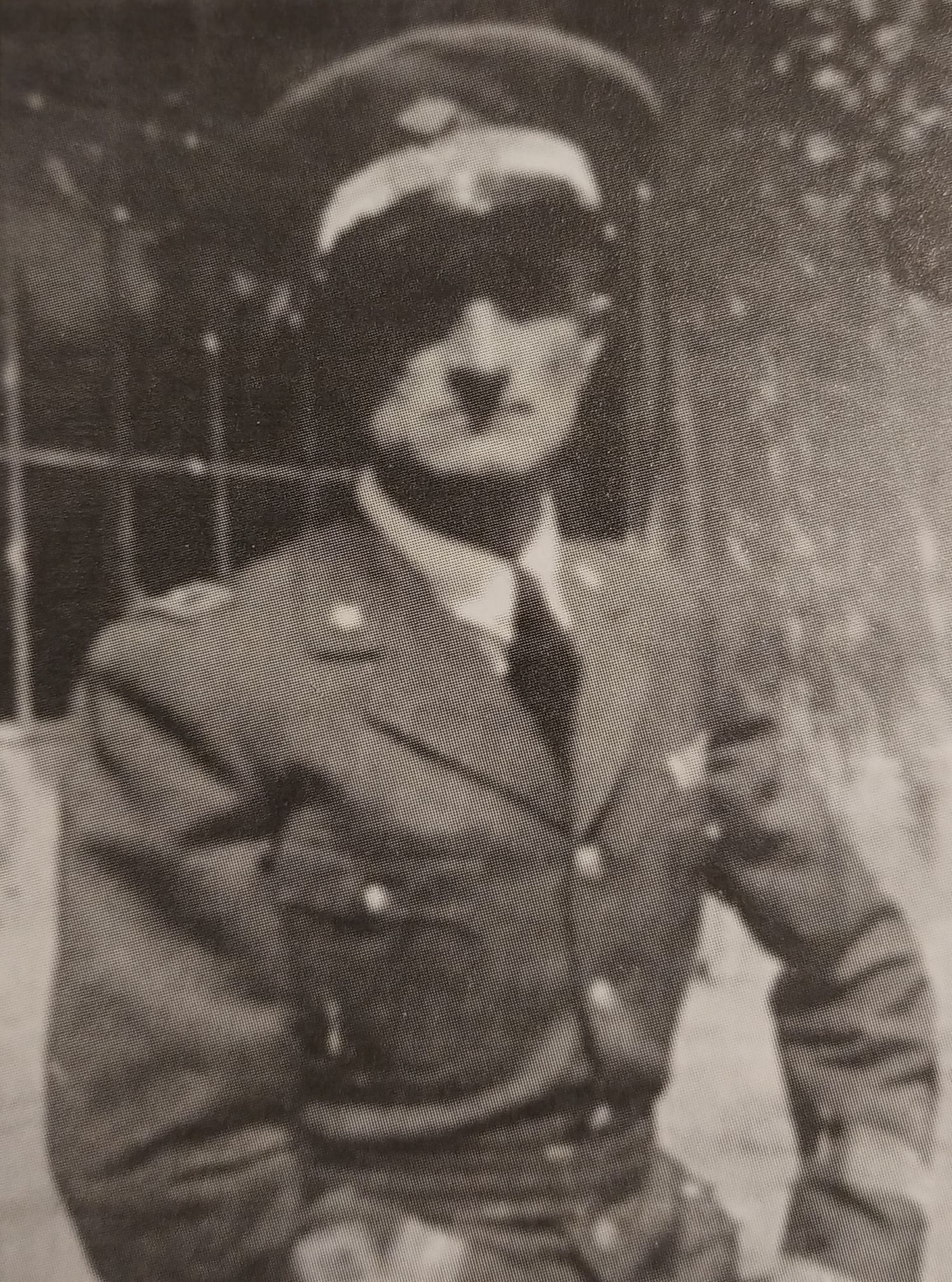
Il colonnello Felice Fiorentini, successore di Alfieri

Il comando della "Sicherheitskompanie", fu passato dai tedeschi al colonnello Felice Fiorentini, ingegnere, già bersagliere e militare dell'aeronautica, nonché ex direttore della ferrovia Voghera-Varzi, il quale il 5 luglio 1944 stabilì il comando a Varzi, nell'area di maggiore attività partigiana infatti per il comando tedesco divenne imperativo mantenere la posizione di Varzi per impedire che i raggruppamenti partigiani potessero congiungersi e quindi rinforzarsi. Fiorentini fu quasi subito affiancato dal sottotenente Pier Alberto Pastorelli, segretario federale di Varzi e vicecomandante del locale presidio della Guardia Nazionale Repubblicana.
All'alba del 9 luglio la banda del Greco tentò l'assalto alla villa di Monteceresino dove aveva saltuaria residenza il generale Renzo Montagna. L'assalto fu respinto e i partigiani ebbero un caduto. Il giorno seguente Fiorentini lanciò un rastrellamento con l'obiettivo di annientare definitivamente il "Greco". Il reparto raggiunse la frazione di Zavattarello in cui si sapeva trovarsi alcuni partigiani, poi una pattuglia, in abiti civili, entrò in paese traendo subito in arresto alcuni partigiani prima che fosse lanciato l'allarme. Tra i prigionieri, l'ex carabiniere Giovanni Ballerini, trovato armato, fu subito passato per le armi, altri tre prigionieri invece furono portati via e fucilati in serata a Pietragavina, in quanto disertori, nello stesso punto in cui era stato mortalmente ferito il colonnello Alfieri. Secondo alcune fonti i fucilati a Pietragavina furono invece quattro. Altri prigionieri furono rilasciati, mentre quelli che avevano ammesso di essere in contatto con il movimento partigiano furono avviati al carcere di San Vittore a Milano dove restarono fino alla fine del conflitto.

#### 24-25 luglio, la battaglia dell’Aronchio
Il progressivo estendersi del movimento partigiano nella primavera del 1944 determinò Fiorentini a fare il salto di qualità e a trasformare la "Sicherheitskompanie" da forza di polizia in vero e proprio reparto militare. A fine giugno alla caserma Menabrea di Pavia erano stati dislocati due battaglioni Allievi Ufficiali della Guardia Nazionale Repubblicana, il "Lucca" e il "Siena". Su insistenza di Fiorentini una compagnia del "Lucca", al comando del maggiore di artiglieria Lazar Bojaxhju, fu spostata nelle scuole di Varzi. Il mattino del 24 luglio, per porre termine alla pressione partigiana sulla città, Fiorentini guidò una formazione composita di GNR e Sicherheits composta da circa sessanta uomini verso Brallo in Valle Staffora. I movimenti furono facilmente individuati dai partigiani della 51º brigata Garibaldi "Arturo Capettini" che bersagliandoli da posizioni più elevate ne bloccarono l'avanzata. Anche i rinforzi in arrivo da Varzi furono bloccati sul ponte dell'Aronchio dove furono affrontati da Domenico Mezzadra, nome di battaglia "Americano", lì si sviluppò un feroce combattimento in cui lo stesso comandante partigiano fu ferito a un polso. In serata i rinforzi impossibilitati ad avanzare si ritirarono con alcune perdite. Intanto il resto del reparto era rimasto bloccato e il maggiore Lazar Bojaxhju, avviatosi in avanscoperta insieme ad un milite e all'ausiliaria della "Sicherheitskompanie" Elsa Cristofori, furono presi prigionieri. Elsa Cristofori fu fucilata dai partigiani il giorno seguente nella piazza principale di Brallo di Pregola, gli altri due furono trattenuti prigionieri.
Il giorno seguente Fiorentini scatenò un nuovo attacco, questa volta, secondo un rapporto di "Americano", forte di circa cinquecento militi, ma anche i partigiani ricevuti nel frattempo molti rinforzi erano in alto numero e riuscirono a respingere nuovamente l'avanzata. Dopo lo scontro uno dei chierici di Varzi fu incaricato di recuperare i morti e i feriti, mentre la Sicherheit, in unione con un reparto di artiglieria, rastrellò la zona ed incendio diversi cascinali nei dintorni, nel corso di tali operazioni furono uccisi tre civili.

#### I fatti di Nivione e di ponte Crenna
L'8 agosto la Sicherheit da Varzi fece una puntata nella frazione di Nivione per requisire del bestiame, l'intervento partigiano interruppe le operazioni e gli animali furono recuperati.
Il 12 agosto una colonna mista composta da Allievi Ufficiali del "Lucca", della Brigata Nera di Pavia e della Sicherheit, nel tentativo di rioccupare la frazione, entra in Nivione dove sono stati segnalati dei partigiani. Si trattava di pochi partigiani che presidiavano la frazione indossanti però uniformi tedesche, grazie a questo trucco trassero in inganno i fascisti e dopo aver aperto il fuoco si ritirarono facilmente dalla frazione. La Sicherheit rastrellò il paese prendendo tre prigionieri prima di ritirarsi a sua volta su pressione dei partigiani che nel frattempo avevano ricevuto rinforzi e avevano contrattaccato. Due dei prigionieri, Alfredo Pochintesta e Stefano Centenaro furono poco dopo passati per le armi., mentre due Allievi Ufficiali, gravemente feriti, furono caricati su un'ambulanza diretta all'ospedale di Voghera scortati da cinque volontari. All'altezza del ponte Crenna che il giorno prima era stato fatto saltare, la scorta di ritorno a Varzi cadde in un'imboscata dei partigiani della brigata "Arzani". Caddero quattro soldati mentre il quinto, fintosi morto, riuscì ad allontanarsi più tardi.

#### Gli scontri di Pietragavina e l'eccidio di Zavattarello

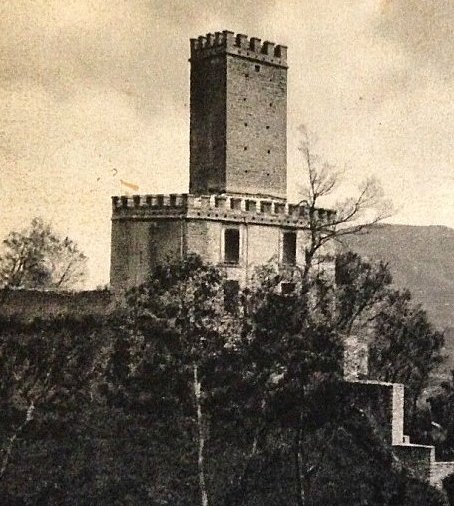
Castello di Pietragavina

Il castello di Pietragavina occupava una importante posizione elevata che dominava il centro abitato di Varzi e poneva la città stessa al rischio di essere circondata. Dopo la morte del colonnello Alfieri il castello era stato ripreso da un contingente di Allievi Ufficiali del "Lucca" che avevano poi ceduto il presidio a una quarantina di alpini e camicie nere della Guardia Nazionale Repubblicana arrivati da Pavia al comando del capitano Giuseppe Zambellini. L'11 agosto all'alba i partigiani portarono l'offensiva contro il presidio. Si unirono gli uomini di "Capitan Giovanni" da Romagnese, i garibaldini della "Crespi" da Zavattarello e della "Capettini" da Brallo. La battaglia infuriò per tutta la mattinata e i fascisti, dopo aver avuto tre caduti, tre cui i comandante Zambellini, e aver finito le munizioni, verso le 14.00 si arresero. Tredici prigionieri furono trasferiti nei sotterranei del castello di Zavattarello presso i garibaldini della "Crespi" mentre gli altri furono affidati ai giellini di "Capitan Giovanni". Il 15 agosto una colonna della Sicherheit composta anche da aliquote della "Monterosa" e del "Lucca", guidata da Fiorentini e Pastorelli tentò la riconquista del castello. La battaglia fu vinta dai partigiani che mantennero il controllo del castello, ma in molti momenti lo scontro fu incerto. Quando sembrava stessero per prevalere i fascisti, dando quindi per perduto anche il paese di Zavatterello, il commissario politico della "Crespi" diede ordine di fucilare quasi tutti i prigionieri di Zavattarello nel cortile del castello. Le vittime furono dodici
Con lo stabilizzarsi del fronte lungo la Linea Gotica i tedeschi ebbero a disposizione molti soldati da destinare alle retrovie per sgombrarle dalla presenza partigiana. Quattro colonne italo-tedesche, cui erano aggregati i pochi agenti della "Sicherheitskompanie", il 25 agosto incominciarono il rastrellamento della fascia montana dell'Oltrepò pavese. Il 27 furono sfondate le linee tenute dalla "Crespi", ciò determinò il ripiegamento dei giellini di "Capitan Giovanni", e rapidamente caddero anche Brallo di Pregola, il passo del Penice e Bobbio. Il 29 il rastrellamento fu considerato concluso e di presidio a Varzi fu destinato una compagnia del battaglione "Brescia" della 4ª Divisione alpina "Monterosa" al comando del capitano Claudio Terra Abrami.

### Una nuova destinazione: Broni
Tra il 15 e il 18 settembre la "Sicherheitskompanie" lasciò Varzi per Broni venendo dispiegata a protezione della via Emilia A Broni prese sede nell'ex albergo Savoia. Nel novembre furono creati anche altri due presidi, uno a Stradella sotto il comando di Giuseppe Vercesi e uno nel castello di Cigognola al comando del tenente Livio Campagnolo.

#### I fatti di Castelletto di Branduzzo e la contessa Parrocchetti Piantanida
Il 4 dicembre 1944 una pattuglia della "Sicherheitskompanie", dopo la delazione di un partigiano precedentemente catturato, fece irruzione alla Caffè di Castelletto di Branduzzo dove arrestò tre partigiani che furono subito fucilati. L'azione portò al rinvenimento di documenti partigiani che elencavano tutti i nomi dei giovani che avevano preso parte ad azioni partigiane ma l'uccisione dei tre partigiani aveva provocato la riprovazione generale della popolazione del piccolo comune e la contessa Claudia Parrocchetti Piantanida aveva deciso di scrivere al Capo della Provincia Dante Maria Tuninetti per protestare l'azione della "Sicherheitskompanie":
(Contessa Claudia Parrocchetti Piantanida)
La lettera sortì effetto e Tuninetti interessò direttamente Renzo Montagna, il nuovo capo della Polizia. Montagna, consultatosi con il questore di Pavia Angelo Musselli, predispose il trasferimento al fronte orientale del reparto, eventualmente anche con l'uso della forza. Ma Fiorentini era riuscito prontamente a mettersi a disposizione del comando tedesco diventando di fatto per gli organi repubblicani un intoccabile.
Nonostante le proteste della contessa, il 10 dicembre gli agenti operarono una nuova spedizione a Castelletto di Branduzzo traendo prigionieri altri tre partigiani. Uno fu ucciso in un tentativo di fuga mentre gli altri due furono ristretti al castello di Cigognola. Una nuova perquisizione fu dedicata anche al castello di Branduzzo, dove risiedeva la contessa che il 15 dicembre, dopo essere stata convocata da Fiorentini a Broni finì arrestata nella speranza di indurre il figlio a consegnarsi. Anche il capitano Liberino Massoni, comandante della compagnia della Brigata Nera di Stradella, non condividendone i metodi della "Sicherheits" di Stradella ne contestò apertamente i metodi. Per tutta risposta lo stesso Massoni fu arrestato da Fiorentini il 1º gennaio 1945, finché non fu liberato il 5 per intervento diretto del colonnello Arturo Bianchi, capo di stato maggiore della Brigata nera di Pavia. Lo stesso Bianchi sul giornale pavese "Il Popolo repubblicano" aveva più volte contestato i metodi della Sicherheits. Nel frattempo, dopo essere stata spostata a Novi ligure, presso il comando di polizia tedesca, la contessa fu liberata il 20 gennaio a seguito di uno scambio di prigionieri e poté rientrare nella sua residenza.

#### Il carcere del Castello di Cigognola
La sera del 22 novembre il castello di Cigognola fu occupata dagli uomini della Sicherheits. che vi costituirono un presidio fisso al comando del quale fu posto il tenente Livio Campagnolo e come vice Luciano Serra. Il primo prigioniero che vi fu detenuto fu Ernesto Ferlini, un operaio di Barbianello, renitente alla leva che il 23 novembre fu fucilato e gettato nel pozzo del castello.
All'11 dicembre nel castello di Cigognola si trovano ristretti i due partigiani presi prigionieri il giorno precedente a Castelletto di Branduzzo cui se ne aggiunsero altri tre catturati a Casa Bianca il 17 La sera del 19 dicembre, fermato durante un controllo stradale, il partigiano Igino villani, temendo di essere scoperto aprì il fuoco sulla pattuglia provocando la morte del diciassettenne Claudio Diani. Per rappresaglia due giorni dopo il colonnello Fiorentini inviò in Cigognola sette prigionieri detenuti a Broni per essere fucilati come rappresaglia sulla piazza del paese. Ai sette il tenente Livio Campagnolo aggiunse un ottavo che fu invece fucilato più tardi. Si trattava di un mendicante sorpreso a cantare "Bandiera Rossa"., i corpi furono lasciati esposti per due giorni. Il presidio di Cigognola fu invece intitolato al giovane Diani.
Nel corso di una fortunata azione fu preso prigioniero Mario Milanesi, vicecomandante della formazione socialista della zona. Mario Milanesi era stato fascista, volontario della MVSN in Grecia dove era stato decorato di medaglia d'argento al valor militare e ancora con la costituzione della Repubblica Sociale Italiana nell'agosto del 1944 risulta inquadrato nella XIV Brigata Nera "Alberto Alfieri" di Pavia. Il tenente Campagnolo, forse temendone per la vita, aveva voluto che fosse incarcerato a Cigognola dove era molto libero e riceveva un trattamento speciale. Ciononostante il 17 gennaio 1945, mentre Campagnolo si trovava a Pavia, Milanesi fu ucciso da una guardia, forse durante un tentativo di fuga.

Un milite della Sicherheitsabteilung affiancato da Pier Alberto Pastorelli in borghese nel 1945 a Broni

Sotto il comando di Fiorentini il reparto commise azioni atroci e sanguinarie; la condotta operativa della formazione fu delegata all'autorità del capitano Pier Alberto Pastorelli che si macchiò di numerose violenze, come l'eccidio di Biagasco, in cui furono uccisi sei partigiani il 31 gennaio 1945.
Fu una delle più famigerate "Bande di repressione" della Repubblica di Salò e fu in seguito tristemente nota con la definizione generica di "Banda Fiorentini". Nei suoi ranghi militarono numerosi fascisti toscani, sbandati dopo l'armistizio.
I suoi membri indossavano divise eterogenee, circolavano in borghese o con uniformi nere, ma portando al braccio sinistro una fascia gialla contrassegnata dalla scritta Sicherheit o talvolta una svastica.
In un primo tempo il S.A. svolse essenzialmente attività di polizia, poi si dedicò al contrasto dei partigiani, definiti "ribelli" o "banditi". A tale scopo l'unità venne rafforzata con componenti provenienti dal Battaglione "San Marco".
I militi della "Sicherheit", a differenza di alcuni reparti militari della Repubblica Sociale Italiana che si impegnavano, con ampi dispiegamenti di truppe, in rastrellamenti in montagna, non ingaggiavano nella loro controguerriglia scontri diretti con le formazioni partigiane, ma utilizzavano la tecnica della "controbanda": produrre infiltrati, talpe e delatori nelle file avversarie per poi eliminare gli antifascisti con i metodi più sbrigativi. Tale metodo di repressione della resistenza, mutuato dalle formazioni comuniste, diede alla Sicherheit dei successi. Sotto la guida del colonnello Alfieri, soldato di grande prestigio, fu mantenuto un maggiore controllo sul reparto e sui suoi effettivi.
La "Sicherai" si dissolse in seguito all'insurrezione partigiana che portò, il 28 aprile 1945, alla cattura di Fiorentini il quale, dopo essere stato rinchiuso in una gabbia di legno, fu esposto al pubblico ludibrio. Dopo un processo sommario venne fucilato da parte di un plotone partigiano della Brigata "Capettini", il 3 maggio a Piane di Pietragavina (Varzi), nello stesso luogo dove a sua volta aveva fatto fucilare quattro giovani l'anno precedente. Il capitano Pastorelli e i suoi camerati Lino Michelini, Arturo Baccarini, Benito Bortoluzzi furono processati dalla Corte Straordinaria d'Assise di Voghera con un procedimento durato quattro giorni e conclusosi con la condanna capitale il 27 settembre 1945. Furono fucilati contro un muro del cimitero di Voghera il 28 marzo 1946.
La Sicherheits nel corso della Guerra civile in Italia (1943-1945), prese parte a 66 azioni nel corso delle quali inflisse 137 caduti mentre ebbe a lamentare quattordici perdite in combattimento.